# Megachile australis
Megachile australis là một loài Hymenoptera trong họ Megachilidae. Loài này được Lucas mô tả khoa học năm 1876.